# Stafford Castle
Stafford Castle är ett slott i Storbritannien.   Det ligger i grevskapet Staffordshire och riksdelen England, i den södra delen av landet, 200 km nordväst om huvudstaden London. Stafford Castle ligger 135 meter över havet.
Terrängen runt Stafford Castle är huvudsakligen platt. Stafford Castle ligger uppe på en höjd. Runt Stafford Castle är det tätbefolkat, med 257 invånare per kvadratkilometer. Närmaste större samhälle är Stafford, 2,2 km öster om Stafford Castle. Trakten runt Stafford Castle består till största delen av jordbruksmark.